# Sofia Southam
Pour les articles homonymes, voir Southam.
Sofia Southam est une joueuse américaine de hockey sur gazon. Elle évolue au poste de milieu de terrain / attaquant au GEBA, en Argentine et avec l'équipe nationale américaine.

## Biographie
- Naissance le 19 avril 2001 à Ann Arbor.
- Élève à l'Université du Michigan.

## Carrière
Elle a fait ses débuts en équipe première en janvier 2022 à Santiago lors de la Coupe d'Amérique 2022.

## Palmarès
- : 3e à la Coupe d'Amérique U21 2021.